# Schmallenberg
Pour le virus, voir Virus de Schmallenberg.
Schmallenberg est une ville de Rhénanie-du-Nord-Westphalie (Allemagne), située dans l'arrondissement du Haut-Sauerland, dans le district d'Arnsberg, dans le Landschaftsverband de Westphalie-Lippe.

## Géographie

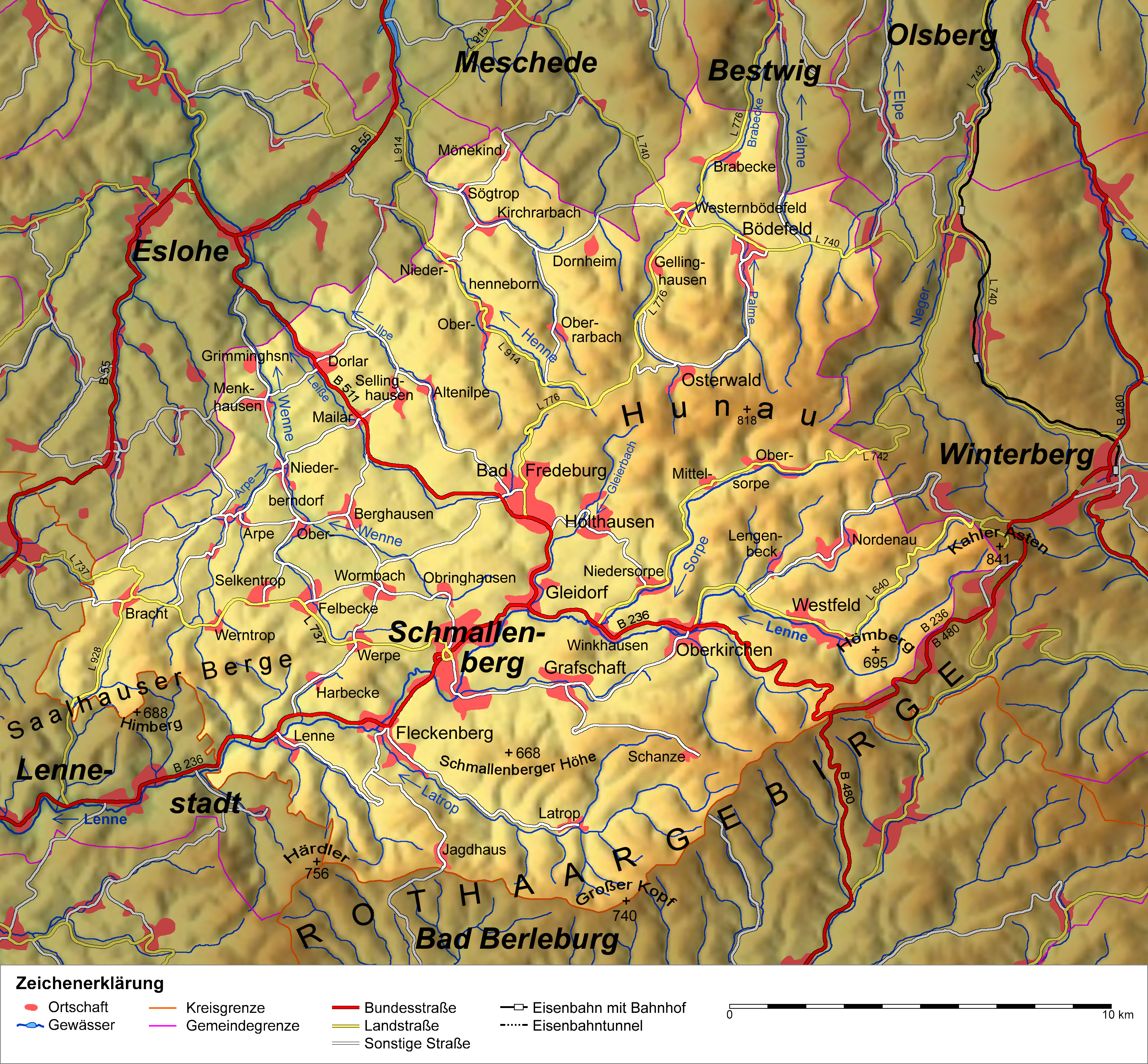
Carte de l'agglomération

Elle se trouve au milieu du Sauerland, dans la vallée de la Lenne. 25 075 personnes y habitent (2011). Elle fait partie du Haut-Sauerland, dans le district d'Arnsberg.
L'agglomération regroupe 83 ortsteil (quartiers) depuis 1975, y compris le centre-ville de Schmallenberg, l'ancienne commune de Bad Fredeburg, l'ancien bourg de Bödefeld, et 80 autres villages.

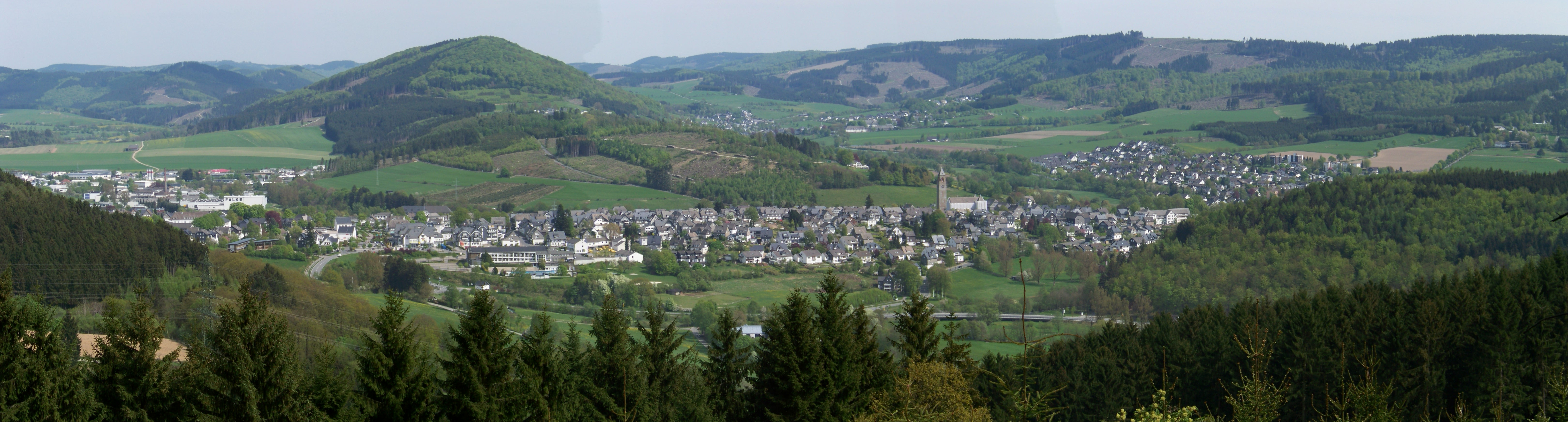
Panorama de Schmallenberg

## Histoire
| Appartenances historiques Électorat de Cologne 1200-1803 Landgraviat de Hesse-Darmstadt 1803-1806 Grand-duché de Hesse 1806-1815 Royaume de Prusse (Province de Westphalie) 1815-1918 République de Weimar 1918-1933 Reich allemand 1933-1945 Allemagne occupée 1945-1949 Allemagne 1949-présent |

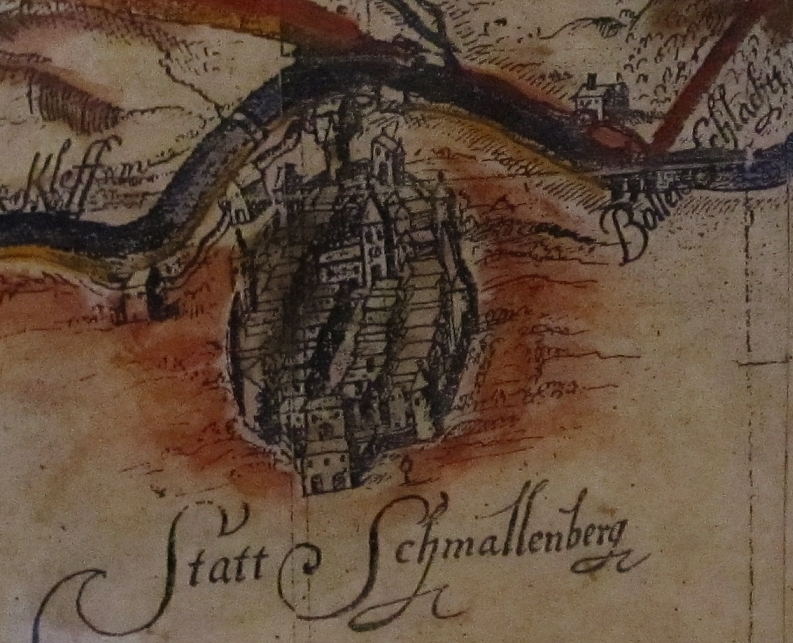
Schmallenberg 1653

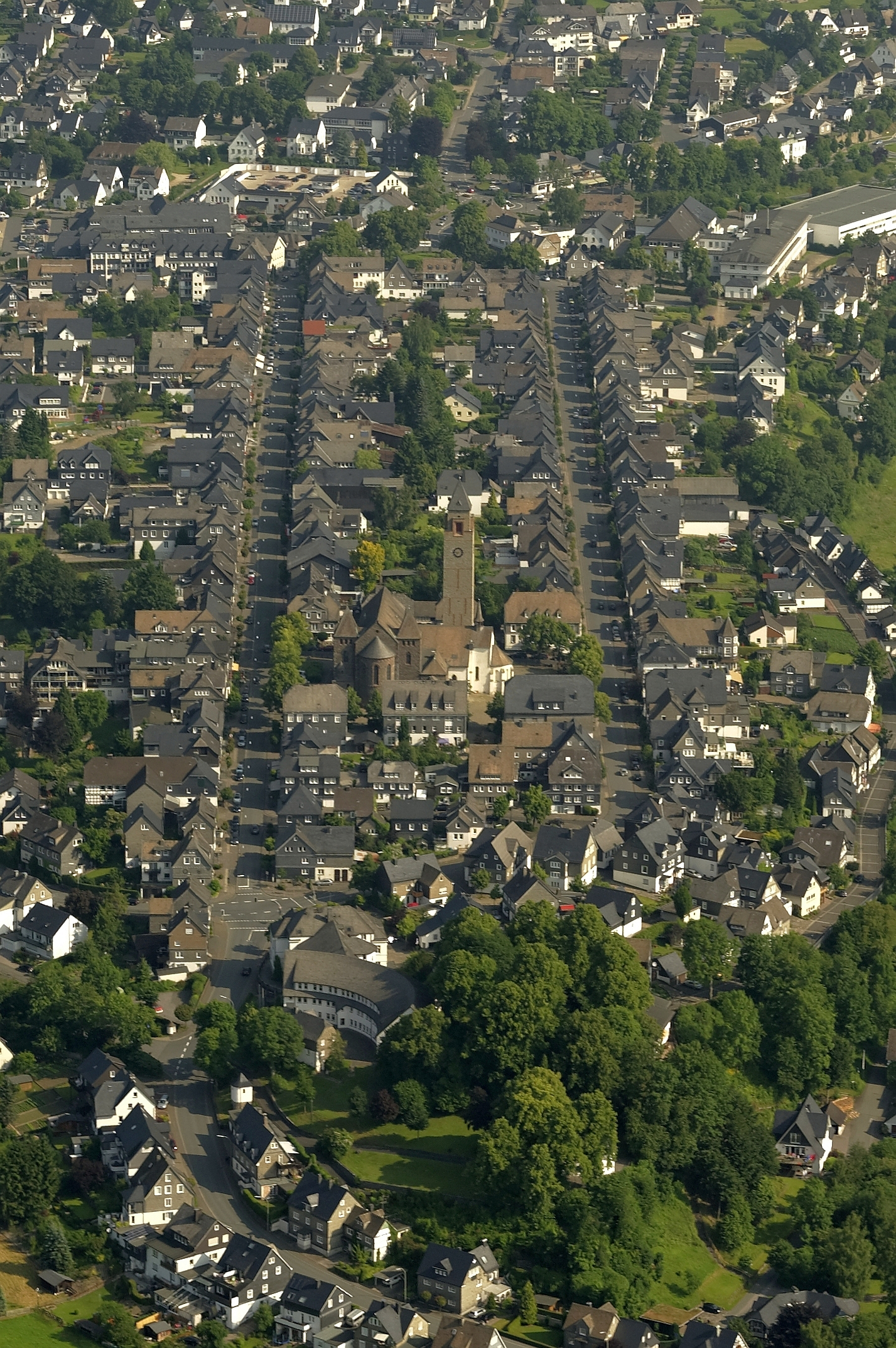
Schmallenberg, centre-ville, vue aérienne

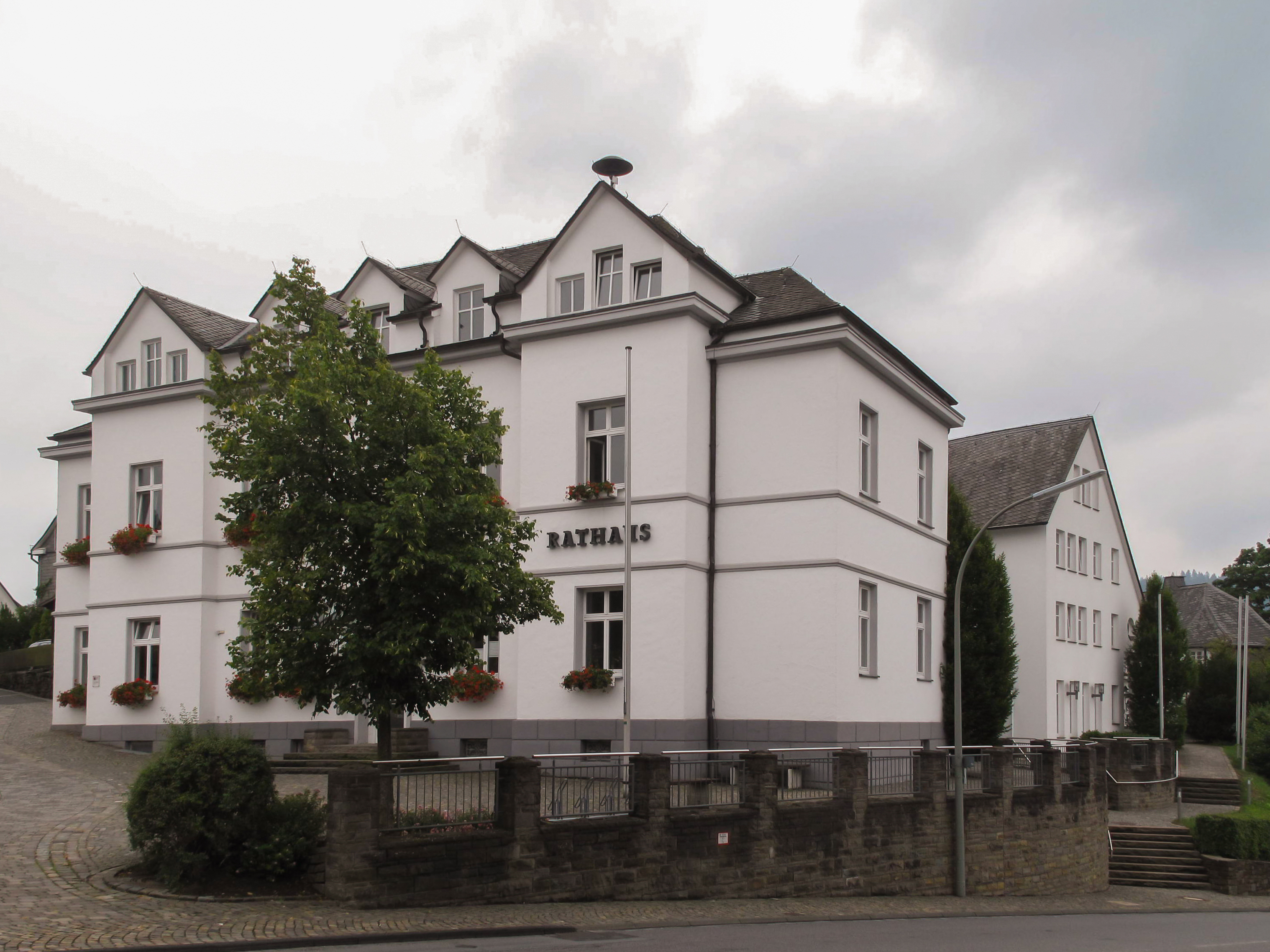
L'hôtel de ville

En 1072, Annon II de Cologne fonde le monastère bénédictin de Grafschaft au pied de la montagne Wilzenberg.
Sur une crête à proximité, on construisit bientôt (vers 1200) un petit château pour protéger l'abbaye du comté voisin de Arnsberg. Du nom du petit château (schmall), découle le nom moderne de la ville. La population s'est installée progressivement autour du château. Une église a probablement été construite vers 1220. Le château appartenait à l'archevêque de Cologne, probablement en accord avec le monastère de Grafschaft, et le nom de son premier seigneur est Johann dit Kolve. Le nom du château est attesté en 1228 dans une affaire de dîme, où un témoin s'appelle Alexandre de Smalenburg.
En 1244 Schmallenberg reçut des droits municipaux et a obtenu un maire et un conseil propre ; c'est désormais lui qu'il faut fortifier, et le château perd tout intérêt. En 1273 et 1292, est attestée l'activité de forgerons dans la ville, et la production de lames et de marteaux y est une activité importante. Elle fait partie de la Ligue hanséatique. Mais son déclin commence dès le XVIe siècle, avec l'évolution des techniques d'armement. Une épidémie de peste en 1526 fit disparaître les habitants de Gleidorf, à 1 km à l'est de Schmallenberg.
À l'époque des guerres napoléoniennes, le bourg voit les diverses armées faire halte (dragons français en 1804, armées du tsar en 1813, armée saxonne en 1815).
En 1812, le rempart et ses portes ont été démolis.
Dans le grand incendie de 1822, une grande partie des 115 maisons brûle : ne restent debout que 16 habitations et l'église paroissiale. La reconstruction se fait selon la mode du classicisme prussien, avec ses maisons à colombages et des toits en ardoises. Les matériaux ont été en grande partie extraits dans les environs. Une mine d'ardoise est encore en activité aujourd'hui.

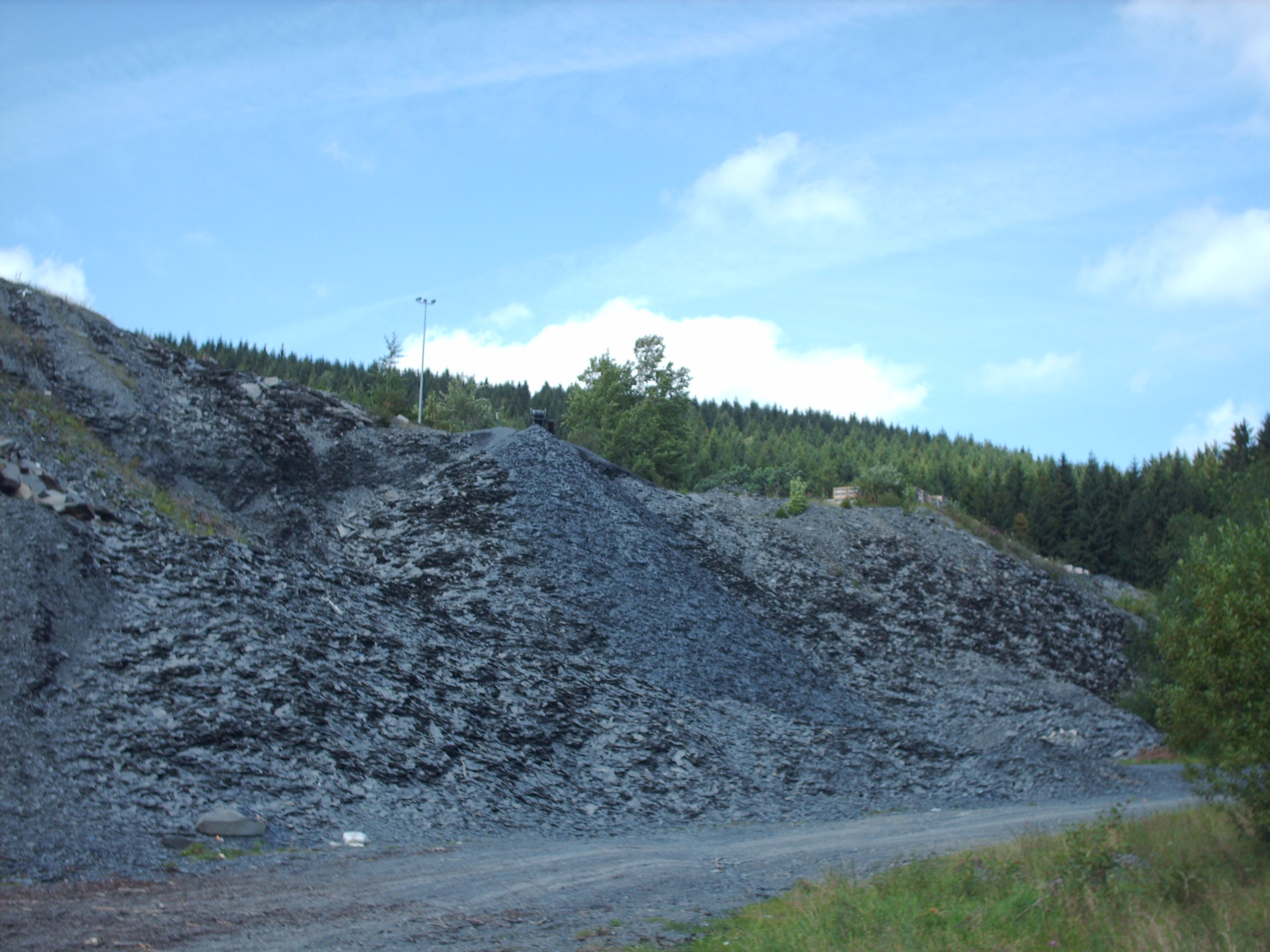
Terril de la mine d'ardoise Magog près de Bad Fredeburg

À cette époque, l'industrie du fer reprend dans la ville, au point que c'est le deuxième centre dans le duché de Westphalie. Plus tard, au milieu du XIXe siècle, la ville devient un centre de production d'industrie textile (Sauerländer Textilindustrie, initialement appelée Schmallenberger Textilindustrie).
Aujourd'hui, en plus de l'industrie textile, l'industrie du bois et le tourisme sont les grands secteurs d'activité ; une bonne partie de la population est engagée dans les compagnies d'assurance.
En 1938, lors de la Nuit de Cristal, la synagogue fut brûlée et certains Allemands d'origine juive furent maltraités. Dans un deuxième temps, ils furent déportés vers les camps. À l'initiative d'un survivant d'Auschwitz, Hans Frankenthal, une stèle s'élève à la mémoire de ceux d'entre eux qui ont disparu pendant cette sombre période.
Le 7 avril 1945, dans le cadre de la réduction de la poche de la Ruhr, la 7e division blindée US attaqua entre Grafschaft et Gleidorf, appuyée par l'aviation, ce qui provoqua l'incendie de 37 maisons, et des dommages dans 151 autres ; 72 soldats allemands furent tués et 11 civils, 350 soldats faits prisonniers. La prise de Schmallenberg, le jour suivant, 8 avril 1945, a été filmée par un soldat américain.
En 1945, commença l'afflux des réfugiés de l'est, qu'on estime à 300 familles, après les 324 familles qui avaient déjà été abritées à la suite des bombardements. Commençait la reconstruction qui prendrait e l'ampleur après le rétablissement des routes, seulement en 1949.

## Jumelages
- Burgess Hill (Angleterre)
- Wimereux (France)

## Personnalités liées à Schmallenberg
- Franziskus Hennemann (1882–1951), est un évêque catholique allemand de la congrégation des pallottins qui fut missionnaire au Cameroun et en Afrique du Sud .
- Karl Knipschild (1935-2016), homme politique né à Westernbödefeld.
- Renate et Werner Leismann (ou Geschwister Leismann) sont un duo de chanteurs allemands.
- Thomas Astan (1942-2024), prêtre catholique né à Wormbach.